# Rábapaty
Rábapaty é um município da Hungria, situado no condado de Vas. Tem 21,41 km² de área e sua população em 2015 foi estimada em 1.638 habitantes.